# Panama i olympiska sommarspelen 1988
Panama deltog i de olympiska sommarspelen 1988, men ingen av landets deltagare erövrade någon medalj.